# 4177 Kohman
4177 Kohman (1987 SS1) là một tiểu hành tinh nằm phía ngoài của vành đai chính được phát hiện ngày 21 tháng 9 năm 1987 bởi Edward L. G. Bowell ở trạm Anderson Mesa thuộc Đài thiên văn Lowell. It is one of very few asteroids located in the 2: 1 mean motion resonance with Sao Mộc. Tênd in honor thuộc Truman Paul Kohman professor of nuclear chemistry ở Carnegie Mellon University.